# Lobogonia formosana
Lobogonia formosana là một loài bướm đêm trong họ Geometridae.